# Cañadilla (Salamanca)
Cañadilla es una entidad de población española, hoy día despoblada, del municipio de Villaverde de Guareña, perteneciente a la provincia de Salamanca, en la comunidad autónoma de Castilla y León.

## Toponimia
El nombre del lugar puede encontrarse escrito Cañadilla y La Cañadilla.

## Historia
Hacia mediados del siglo XIX, el lugar, ya por entonces perteneciente al municipio de Villaverde, era referido como un despoblado. Aparece descrito en el quinto volumen del Diccionario geográfico-estadístico-histórico de España y sus posesiones de Ultramar de Pascual Madoz con las siguientes palabras:

CAÑADILLA (la): desp. agreagado al ayunt. de Villaverde (1/2 leg.), en la prov., part. jud. y dióc. de Salamanca (3 1/4): no tiene ninguna casa, y sí solo un corral caido: linda por N. con Cañada y Pajares (1/4 leg.); E. Cañada (1/2 id.); S. Cabezallosa (1/2), y O. Sordos (1/4): tres partes del terreno que comprende son de primera clase, 1/2 de segunda y la otra 1/2 de tercera, y le atraviesa un arroyo que tiene su origen en el desp. Cañada: se cultivan 128 huebras, cuya labor se hace á dos hojas, y ademas existen 75 prados. prod.: trigo, centeno, cebada, algarrobas, garbanzos y muelas, todo de buena calidad, y pastos para ganado vacuno y lanar. cap. terr. prod.: 27,900 rs. imp.: 1,395.
(Madoz, 1846, p. 484)

En 2023, la entidad singular de población de Cañadilla tenía empadronados 0 habitantes.